# Angels in America
Angels in America es una miniserie de HBO de 2003, basada en la obra teatral Angels in America: A Gay Fantasia on National Themes de Tony Kushner, quien a su vez escribió el guion adaptado para la versión televisiva, que Mike Nichols se encargó de dirigir. Está ambientada en 1985, narra la historia de dos parejas cuyas relaciones se disuelven en medio del contexto político del mandato de Ronald Reagan, la difusión de la pandemia de VIH/sida y distintos cambios sociales y políticos.
En 2003 HBO emitió la miniserie en varios formatos: en segmentos de tres horas que corresponden a las dos partes, Millennium Approaches (El milenio se aproxima) y Perestroika, así como en capítulos de una hora que más o menos se corresponden con un acto de cada una de estas obras. Los primeros tres capítulos "Bad News", "In Vitro" y "The Messenger" ("Malas noticias", "In Vitro" y "El mensajero") fueron emitidos el 7 de diciembre recibiendo un aplauso internacional, los tres siguientes capítulos "Stop Moving!", "Beyond Nelly" "Heaven, I'm in Heaven" ("¡Deja de moverte!", "Más allá de la homosexualidad" y "¡Cielo , estoy en el cielo!") fueron emitidos el 14 de diciembre recibiendo la misma aclamación.
Angels in America fue la película para televisión más vista de 2003 y ganó tanto el Globo de Oro como el Emmy a la mejor miniserie. En 2006, The Seattle Times puso la serie en la lista de "Best of the filmed AIDS portrayals" ("Lo mejor filmado representando al SIDA", en ocasión del 25 aniversario del SIDA.

## Argumento
Es un ficticio 1985, Dios ha abandonado el cielo, Ronald Reagan está en la Casa Blanca, y el SIDA se ha apoderado de Estados Unidos. En Manhattan, Prior Walter le dice a Lou, su amante durante cuatro años, que padece esta enfermedad; Lou, incapaz de manejar esta situación, lo deja. Los estragos de la enfermedad y la soledad acechan a Prior, y la culpa, por su parte, invade a Lou.
Por otra parte Joe Pitt, un abogado mormón y republicano, es enviado por Roy Cohn a trabajar en el Departamento de Justicia de los Estados Unidos. Tanto Pitt como Cohn son homosexuales que no han salido del armario: Pitt por vergüenza y confusión religiosa, Cohn para preservar su poder y su imagen. Harper, la esposa de Pitt, es adicta al Valium, lo que la hace alucinar constantemente, anhelando escapar de su matrimonio sin sexo. Un ángel se le aparece a Prior y le dice que él es un profeta. La madre de Pitt y Belice, un amigo cercano, ayudan a Prior. Joe deja a su esposa y se va a vivir con Lou, pero la relación no funciona. Roy es también diagnosticado con SIDA, su vida llega a su fin y es perseguido por el fantasma de Ethel Rosenberg.

## Producción

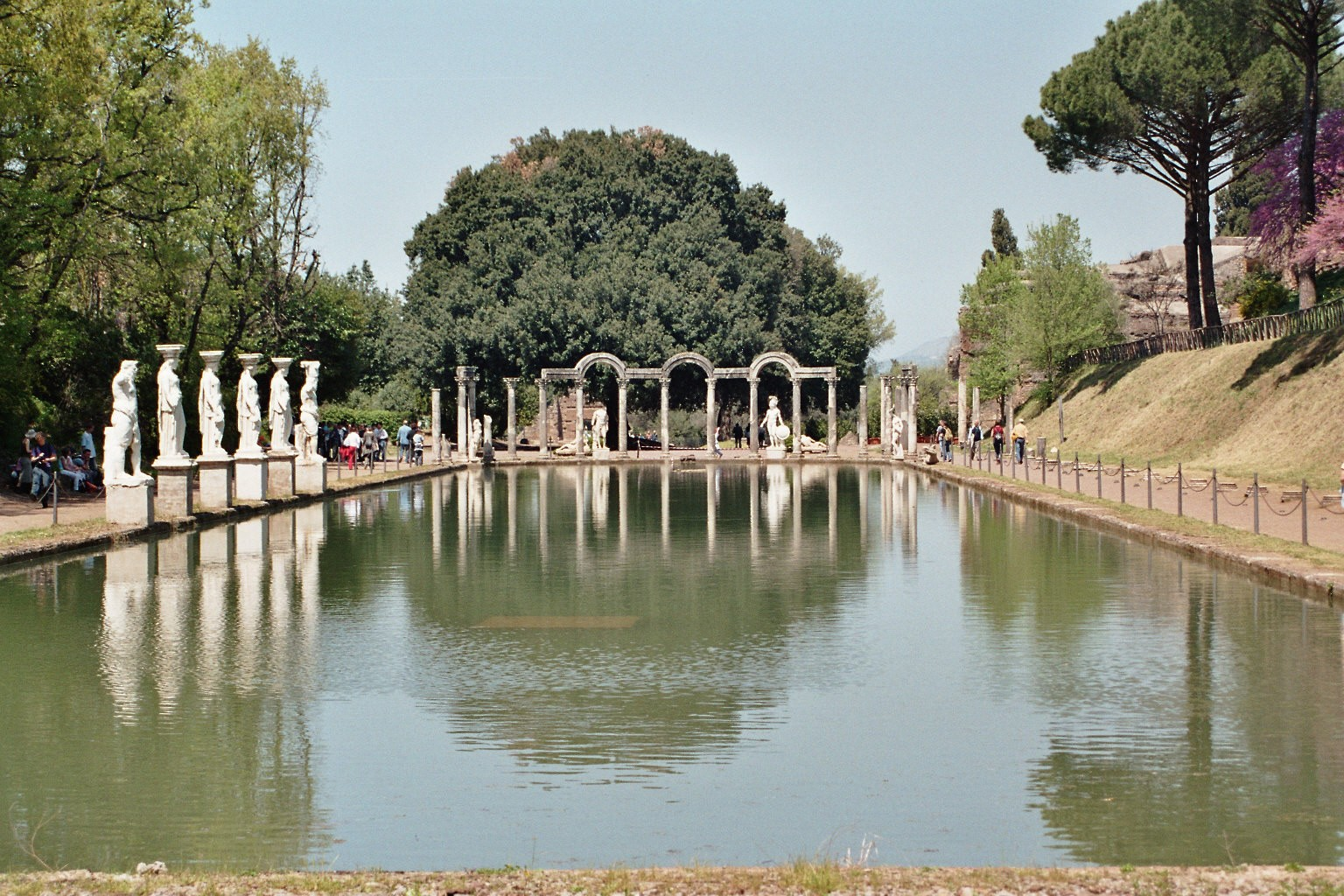
Villa de Adriano, donde se filmó la parte del cielo.

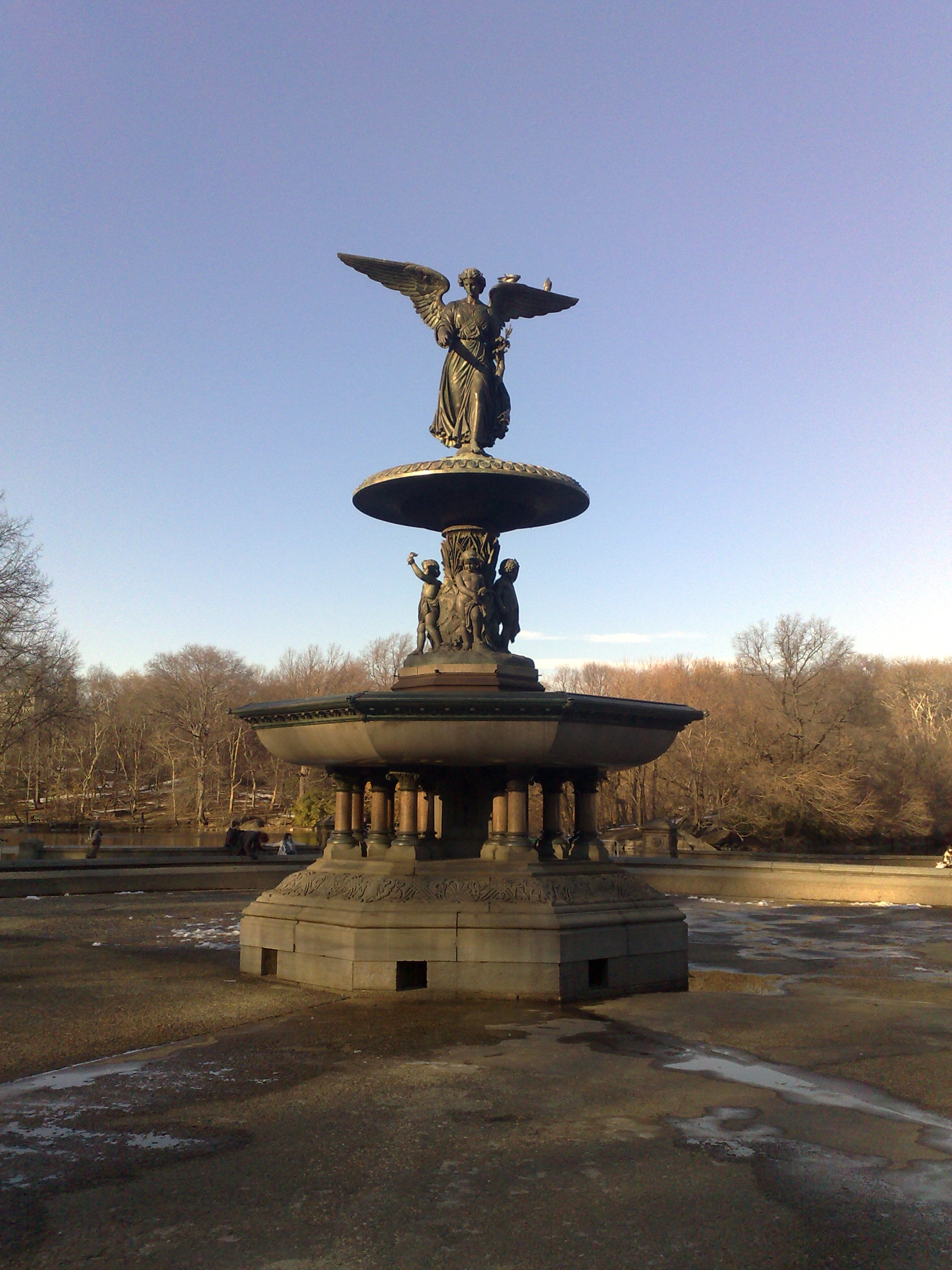
Fuente de Bethesda en Bethesda Terrace, Central Park, donde se da el final de la serie.

El productor ejecutivo de la serie, Cary Brokaw trabajó durante diez años para que en 1991 la producción para la televisión estuviera lista, después de haberla leído en 1989, antes de su primera producción en teatro. En 1993, Al Pacino se comprometió a desempeñar el papel de Roy Cohn. Mientras tanto, un número de consejeros, entre ellos Robert Altman, fueron formando parte del proyecto. Altman trabajó en el proyecto entre 1993 y 1994, antes de que las restricciones presupuestarias lo obligaron a salir, ya que pocos estudios podían arriesgarse a producir dos películas de 150 minutos a un costo de 40 millones de dólares. Posteriormente, Kushner intentó acortarlas en una sola película, finalmente fracasó al darse cuenta de que no había "literalmente demasiado trama", y la solución para la TV era el formato miniserie. Kushner continuó la adaptación hasta finales de 1990, HBO Films con la asignación de un presupuesto de 60 millones de dólares.
Brokaw le dio a Mike Nichols el guion mientras trabajaba en la película Wit (2001) protagonizada por Emma Thompson, con quien también co-adaptó la obra del mismo título. El reparto principal, incluyendo a Meryl Streep, Al Pacino y Emma Thompson, después de haber trabajado recientemente con Nichols, se reunió de inmediato con él. Jeffrey Wright era el único miembro del reparto original que apareció en la versión para TV, y había ganado en 1994 el premio Tony por Mejor Actuación de un Actor Secundario por su actuación en el escenario. El rodaje comenzó en mayo de 2002, y después de un programa de 137 días, terminó en enero de 2003. El rodaje se realizó principalmente en Kaufman Astoria Studios, Nueva York, con escenas importantes en la Fuente de Bethesda, Central Park, Manhattan. La secuencia de los cielos se rodó en la Villa de Adriano, complejo arqueológico romano en Tivoli, Italia.
Los efectos especiales de la serie fueron hechos por Richard Edlund, que creó las dos secuencias importantes de la visita del ángel, así como la secuencia de apertura en la que el ángel de la Fuente Bethesda abre sus ojos al final, lo que significa la "vuelta a la vida". Kushner introdujo ciertos cambios para su obra (especialmente en la segunda parte, "Perestroika") para que pudiera funcionar en pantalla, pero la versión de la HBO es en líneas generales una réplica satisfactoriamente fiel de la obra original. El mismo Kushner ha dicho que supo desde el principio que Nichols era la persona adecuada para adaptarla cuando este último dijo de manera inmediata que quería que los actores deseados interpretaran múltiples papeles, tal y como había sido hecho en las representaciones teatrales.

## Elenco
- Al Pacino como Roy Cohn.
- Meryl Streep como Hannah Pitt, Ethel Rosenberg, el Rabino y el Ángel de Australia.
- Mary-Louise Parker como Harper Pitt.
- Justin Kirk como Prior Walter y el Hombre en el Parque.
- Patrick Wilson como Joe Pitt.
- Jeffrey Wright como Belize, Mr. Lies y el Ángel de Europa.
- Ben Shenkman como Louis Ironson y el Ángel de Oceanía.
- Emma Thompson como Enfermera Emily, la Mujer Sin Techo y el Ángel de América.
- James Cromwell como Henry.
- Michael Gambon como Antepasado de Prior Walter #1.
- Simon Callow como Antepasado de Prior Walter #2.
- Robin Weigert como la Madre Mormona.

Tony Kushner y Maurice Sendak tienen pequeños roles como rabinos.

## Premios y nominaciones

### Premios Globo de Oro
- Mejor Miniserie o Película Hecha para Televisión
- Mejor Actor en una Miniserie o Película TV (Al Pacino)
- Mejor Actriz en una Miniserie o Película de televisión (Meryl Streep)
- Mejor Actor de Reparto en una Serie, Miniserie o Película (Jeffrey Wright)
- Mejor Actriz de Reparto en una Serie, Miniserie o Película (Mary-Louise Parker)

### Emmy Awards
En 2004, Angels in America rompió el récord anteriormente en manos de Raíces de más premios Emmy concedido a un programa en un solo año, al ganar 11 premios de 21 nominaciones. El récord se rompió cuatro años después por John Adams.
- Ganado

- Mejor Miniserie
  - Mejor Dirección en Miniserie, Película par TV o Programa especial (Mike Nichols)
  - Mejor Actor Principal - una miniserie o Película para TV (Al Pacino)
  - Mejor Actriz - Miniserie o Película par TV (Meryl Streep)
  - Mejor Actor de reparto - Miniserie o Película para TV (Jeffrey Wright)
  - Mejor Actriz de reparto - Miniserie o Película para TV (Mary-Louise Parker)
  - Mejor Reparto de Miniserie o Película para TV
  - Mejor Dirección de Arte para una miniserie, Película par TV o programa especial (Parte I y II)
  - Mejor Maquillaje para una Miniserie, Película para TV o Programa especial (no prótesis)
  - Mejor mezcla de sonido para una Miniserie o Película para TV
  - Mejor Guion para una Miniserie, Película para TV o Programa Especial (Tony Kushner)

- Nominado

- - Mejor actriz - Miniserie o Película para TV (Emma Thompson)
  - Mejor actor de reparto - Miniserie o Película
    - (Patrick Wilson)
    - (Ben Shenkman)
    - (Justin Kirk)

  - Mejor diseño del título principal
  - Mejores Efectos Especiales - Miniserie o Película
  - Pendiente de una sola cámara de edición de imágenes para una miniserie, película o especial
  - Mejor Fotografía de una miniserie o película para televisión
  - Mejor Vestuario para una miniserie, película o especial
  - Mejor Peinado para una miniserie, película o especial

### Otros
- Broadcast Film Critics Broadcast Film Critics 
  - Mejor Película Hecha para Televisión

- Directors Guild of America (DGA) 
  - Logro directoral excepcional en películas para la televisión (Mike Nichols)

- GLAAD Media Awards GLAAD Media Awards
  - Mejor miniserie o película hecha para TV

- Grammy Awards 
  - Mejor banda sonora banda sonora para una película, televisión u otros medios visuales (Thomas Newman)

- National Board of Review National Board of Review 
  - Mejor Película Hecha para TV por cable

- Producers Guild of America (PGA)
  - Productor del Año en LongForm (Mike Nichols, Cary Brokaw, Celia D. Costas y Michael Haley)

- Satellite Awards
  - Mejor actriz - Miniserie o película hecha para la televisión (Meryl Streep)
  - Mejor Miniserie
  - Mejor Actor de Reparto - (Mini) Serie o Película hecha para TV (Justin Kirk)
  - Mejor actor - Miniserie o película de televisión (Al Pacino)
  - Mejor Actor de Reparto - (Mini) Serie o Película hecha para TV (Patrick Wilson)
  - Mejor Actor de Reparto - (Mini) Serie o Película hecha para TV (Jeffrey Wright)
  - Mejor Actriz de Reparto - (Mini) Serie o Película hecha para TV (Mary-Louise Parker)
  - Mejor Actriz de Reparto - (Mini) Serie o Película hecha para TV (Emma Thompson)

- Screen Actors Guild (SAG)
  - Mejor Actor en una Película para Televisión o Miniserie: Al Pacino (ganó)
  - Mejor Actriz en una Película para Televisión o Miniserie: Meryl Streep (ganado)
  - Mejor actor - Miniserie o Película hecha para TV (Justin Kirk)
  - Mejor Actor Miniserie o película hecha para la televisión (Jeffrey Wright)
  - Mejor actriz - Miniserie o película hecha para la televisión (Mary-Louise Parker)
  - Mejor actriz - Miniserie o película hecha para la televisión (Emma Thompson)